# Halowe Mistrzostwa Europy w Lekkoatletyce 1979 – skok w dal mężczyzn
Skok w dal mężczyzn – jedna z konkurencji technicznych rozgrywanych podczas halowych lekkoatletycznych mistrzostw Europy w hali Ferry-Dusika-Hallenstadion w Wiedniu. Rozegrano od razu finał 25 lutego 1979. Zwyciężył reprezentant Związku Radzieckiego Władimir Cepielow.  Tytułu zdobytego na poprzednich mistrzostwach nie bronił László Szalma z Węgier.

## Rezultaty
Rozegrano od razu finał, w którym wzięło udział 7 skoczków.

Opracowano na podstawie materiału źródłowego.
| Poz. | Zawodnik          | Reprezentacja  | Próby | Próby | Próby | Próby | Próby | Próby | Wynik |
| Poz. | Zawodnik          | Reprezentacja  | 1     | 2     | 3     | 4     | 5     | 6     | Wynik |
| ---- | ----------------- | -------------- | ----- | ----- | ----- | ----- | ----- | ----- | ----- |
| 01 ! | Władimir Cepielow | ZSRR           | 7,88  | 7,67  | x     | 7,44  | 7,72  | 7,87  | 7,88  |
| 02 ! | Wałerij Podłużny  | ZSRR           | 7,66  | 7,77  | 7,63  | 7,77  | 7,65  | 7,86  | 7,86  |
| 03 ! | Lutz Franke       | NRD            | 7,00  | 7,33  | 7,33  | 7,29  | 7,47  | 7,80  | 7,80  |
| 4.   | Ronald Desruelles | Belgia         | 7,50  | 7,55  | x     | 7,54  | 7,70  | 7,79  | 7,79  |
| 5.   | Jan Leitner       | Czechosłowacja | 7,44  | 7,48  | 7,43  | 7,54  | 7,47  | 7,68  | 7,68  |
| 6.   | Grzegorz Cybulski | Polska         | 7,35  | 7,46  | 7,63  | 7,44  | x     | 7,54  | 7,63  |
| 7.   | Marco Piochi      | Włochy         |       |       |       |       |       |       | 7,60  |